# چارلز سینگر

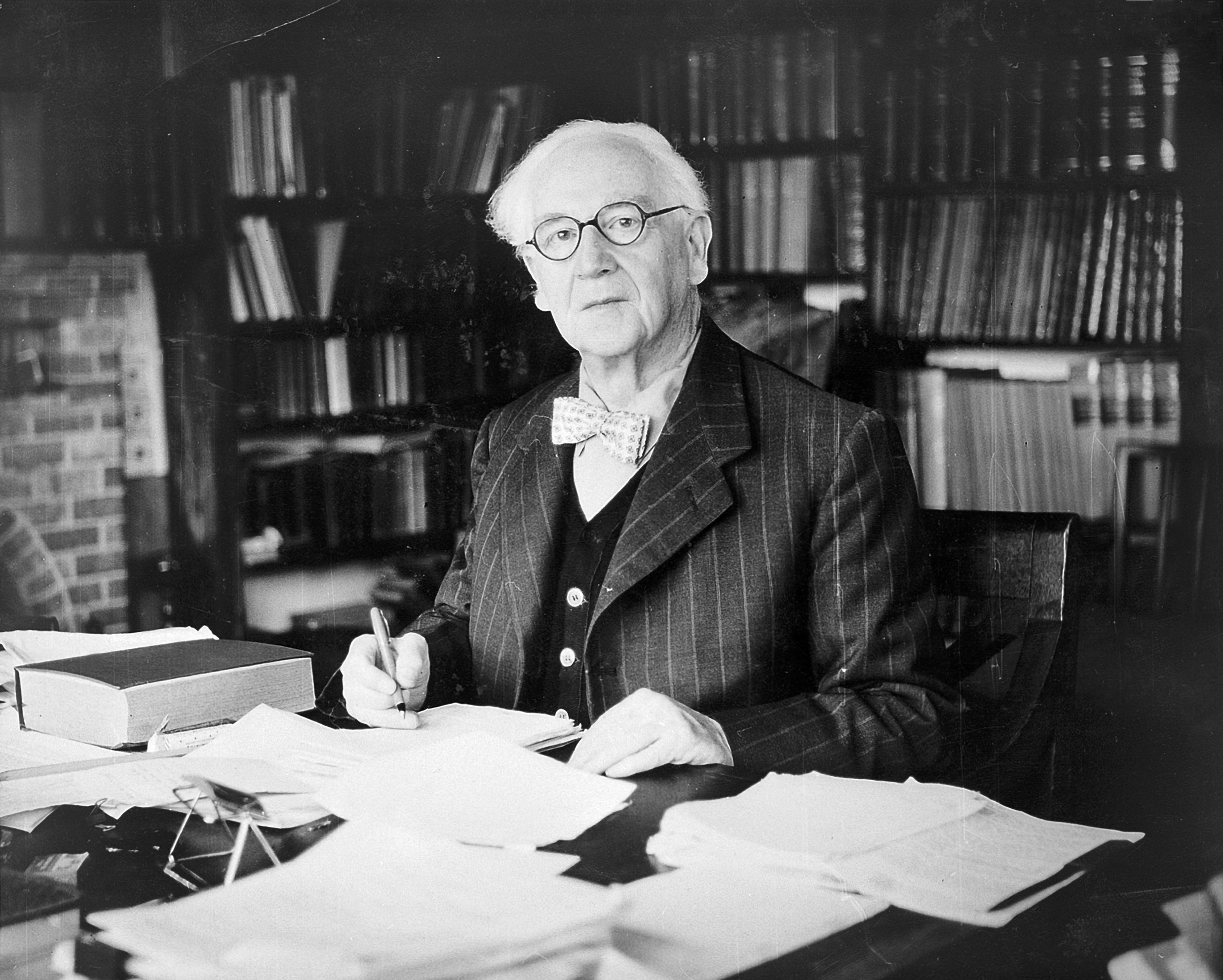
چارلز جوزف سینگر - تاریخ‌دان علم اهل بریتانیا

چارلز جوزف سینگر (زادهٔ ۲ نوامبر ۱۸۷۶ – درگذشتهٔ ۱۰ ژوئن ۱۹۶۰) تاریخ‌دان علم اهل بریتانیا بود. او به خاطر پژوهش‌های خود بر روی دانش و تاریخ آن برنده جایزه‌های معتبری شد که از آن میان می‌توان به مدرک افتخاری از دانشگاه آکسفورد، مدال سارتن از انجمن تاریخ علم، و تقدیرنامه‌هایی از چندین انجمن علمی همچون انجمن بریتانیایی تاریخ پزشکی (۱۹۴۷) اشاره کرد. سینگر همچنین عضو انجمن بین‌المللی تاریخ پزشکی بود.